# USS Terry (DD-25)
O USS Terry foi um contratorpedeiro operado pela Marinha dos Estados Unidos e a quarta embarcação da Classe Paulding. Sua construção começou em fevereiro de 1909 nos estaleiros da Newport News Shipbuilding na Virgínia e foi lançado ao mar em agosto do mesmo ano, sendo comissionado na frota estadunidense em outubro de 1910. Era armado com seis tubos de torpedo de 450 milímetros e cinco canhões de 76 milímetros, tinha um deslocamento carregado de novecentas toneladas e alcançava uma velocidade máxima de 29 nós (54 quilômetros por hora).
O Terry teve um início de carreira tranquilo que consistiu em exercícios com o resto da Frota do Atlântico. Os Estados Unidos entraram na Primeira Guerra Mundial em 1917 e o navio foi colocado em patrulhas pela Costa Leste e na escolta de navios mercantes. Também fez viagens escoltando comboios de tropa, permanecendo na Europa depois da terceira e sendo empregado em patrulhas antissubmarino ao redor das Ilhas Britânicas e mais deveres de escolta. Voltou para casa no final de 1918 após o fim da guerra, sendo descomissionado em novembro de 1919 e colocado na reserva.
O navio foi transferido para a Guarda Costeira dos Estados Unidos em junho de 1924 para ajudar na aplicação da Lei Seca, porém demorou um ano para que ficasse apto ao serviço. Foi comissionado em junho de 1925 e pelos anos seguintes atuou na busca de barcos grandes de abastecimento, pois embarcações menores conseguiam evitá-lo com facilidade. Acabou se desgastando muito e foi descomissionado em outubro de 1930, sendo devolvido para à Marinha e mantido inativo até ser desmontado em 1934 de acordo com o Tratado Naval de Londres de 1930.